# 아적반파남우 : 나의 빌런 남친
《아적반파남우 : 나의 빌런 남친》(我的反派男友)은 2022년 방송되었던 중국의 드라마이다.

## 소개
- 글쓰기를 좋아하는 소녀, '난싱'은 소원을 빌다 우연히 자신의 책 속에 나오는 빌런인 '샤오우디'를 소환한다. 똑똑하고 교활한 샤오우디는 이 세상에 오자마자, 난싱에게 온갖 협박을 하며, 그녀의 이웃집에 살게 된다. 두 사람은 끝없이 투닥거리며, 난장판 같은 이웃 생활을 시작하는데...

## 등장 인물
- 진철원 - 샤오우디 역
- 선웨 - 난싱 역
- 낙명할 (Jack Lok) - 루즈천 역
- 취징징 - 예칭 역
- 동선 (Michelle) - 니나 역
- 왕쯔젠 - 전시엔즈 역
- 소봉 (邵峰) - 리우젠량 역
- 조사매 (赵思玫) - 후자오자오 역
- 소자산 (苏子珊) - 슝쓰쓰 역
- 곽소천 (郭笑天) - 샤오하오 역

## 참고 사항
- 중국 현지에서 방송을 앞두고 중국전문채널 채널차이나에서 VOD 저작권을 구입했다. 국내 방송 일자는 12월 19일이다.
- 극중 전시엔즈 역을 맡고 있는 왕쯔젠은 초월이 종영한지 9개월만에 출연하는 작품이기도 하다.
- 해당 드라마 엔딩곡은 극중 샤오우디와 난싱 역을 맡았던 진철원과 선웨가 참여하였다.